# Rejet-de-Beaulieu
Rejet-de-Beaulieu ist eine französische Gemeinde mit 227 Einwohnern (Stand 1. Januar 2022) im Département Nord in der Region Hauts-de-France. Sie gehört zum Arrondissement Cambrai und ist Mitglied im Gemeindeverband Communauté d’agglomération du Caudrésis et du Catésis. Die Bewohner werden Rejetois und Rejetoises genannt.

## Geografie
Die Gemeinde Rejet-de-Beaulieu liegt im Regionalen Naturpark Avesnois, circa 32 Kilometer südöstlich von Cambrai an der Grenze zum Département Aisne. Sie grenzt im Norden an Catillon-sur-Sambre, im Osten an Fesmy-le-Sart, im Süden an Oisy und im Westen an Mazinghien. Durch die Gemeindegemarkung führt der Sambre-Oise-Kanal.

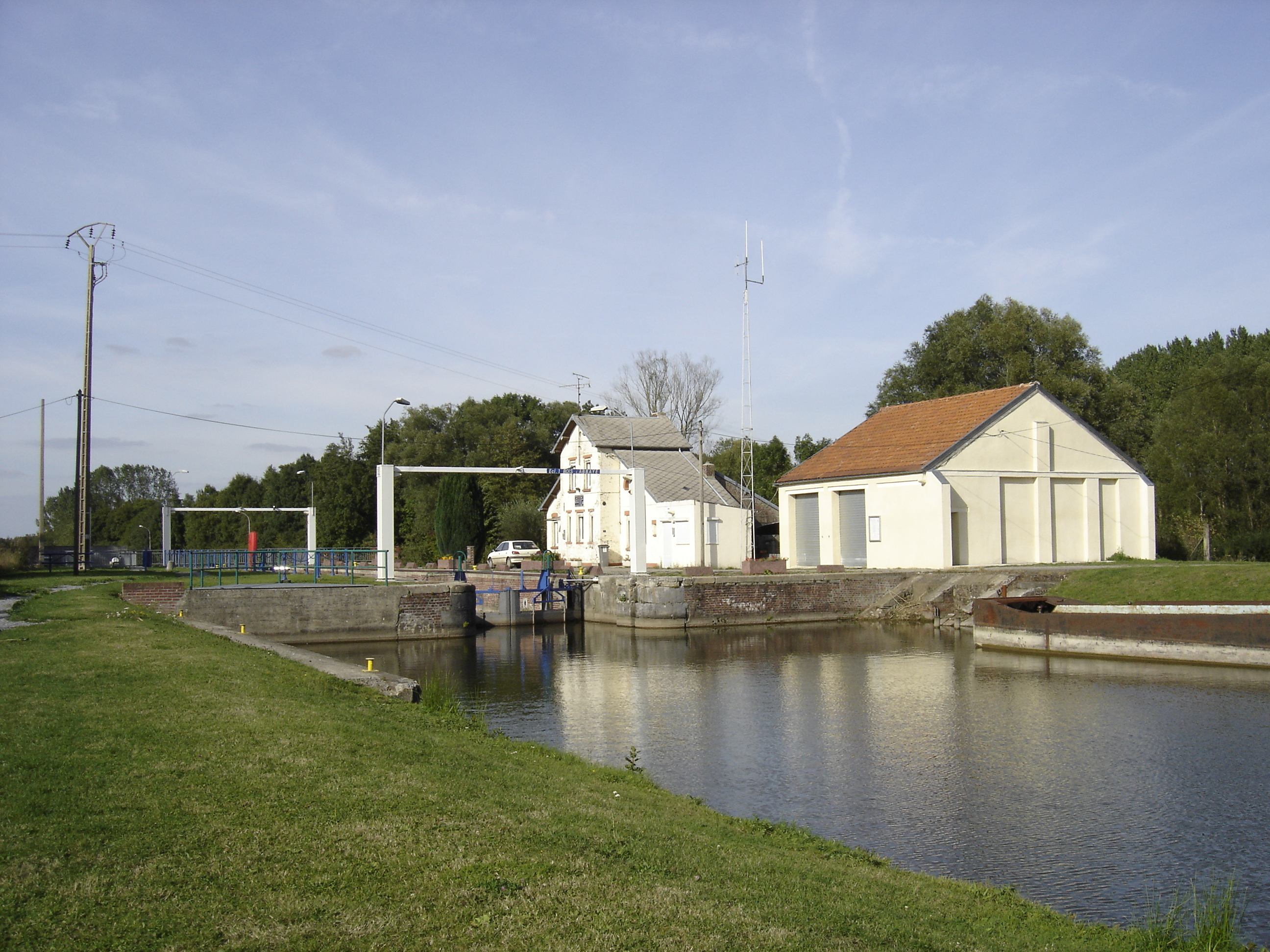
Schleuse am Sambre-Oise-Kanal

## Geschichte
Die heutige Gemeinde Rejet-de-Beaulieu entstand durch die Fusion von vier Gemeinden La Laurette, Le Petit-Cambrésis, La Louvière und Rejet-de-Beaulieu.

### Bevölkerungsentwicklung
| Jahr                       | 1962 | 1968 | 1975 | 1982 | 1990 | 1999 | 2009 | 2021 |
| Einwohner                  | 378  | 328  | 273  | 215  | 221  | 237  | 240  | 232  |
| Quellen: Cassini und INSEE |      |      |      |      |      |      |      |      |